# 可愛的惡友
「可愛的惡友」（日语：愛しき悪友へ）是早安少女組。誕生10年紀念隊的第2張單曲。

## 收錄曲
1. 愛しき悪友へ
（作詞・作曲：淳君　編曲：高橋諭一）
2. 未知なる未来へ
（作詞・作曲：淳君　編曲：鈴木Daichi秀行）
3. 愛しき悪友へ (Instrumental)

## 外部連結
- UP-FRONT WORKS唱片
- 淳君♂官方網站的評論